# Caryomyia ansericollum
Caryomyia ansericollum är en tvåvingeart som beskrevs av Gagne 2008. Caryomyia ansericollum ingår i släktet Caryomyia och familjen gallmyggor. Inga underarter finns listade i Catalogue of Life.